# Aerobie
Aerobie (von altgriechisch ἀήρ aer „Luft“) bezeichnet Leben, für das elementarer Sauerstoff (O2) benötigt wird, also das Gegenteil von Anaerobie.

## Abgeleitete Begrifflichkeiten bei Lebewesen

Aerobe und anaerobe Bakterien können in flüssiger Nährlösung identifiziert werden:
(1) Obligat aerobe Bakterien sammeln sich am oberen Ende, wo sie genügend Sauerstoff bekommen.
(2) Obligat anaerobe Bakterien sammeln sich am unteren Ende, wo kein Sauerstoff vorhanden ist.
(3) Fakultativ anaerobe Bakterien finden sich hauptsächlich oben, weil Sauerstoffatmung am effektivsten ist; da ein O_{2}-Mangel sie andererseits nicht hindert, wachsen sie aber auch in den tieferen Teilen des Reagenzglases.
(4) Mikroaerophile sammeln sich am oberen Ende, aber nicht ganz oben, da für sie Sauerstoff nur in geringer Konzentration optimal ist.
(5) Aerotolerante Bakterien werden nicht durch Sauerstoff beeinflusst und verteilen sich daher gleichmäßig im Reagenzglas.

Als Aerobier bzw. als aerob bezeichnet man Lebewesen, die zum Leben elementaren Sauerstoff (O2) benötigen. Der Sauerstoff wird ganz überwiegend für oxidative Stoffumsetzungen im Energiestoffwechsel benötigt, wie zum Beispiel bei der Atmung der höheren Lebewesen.
Lebewesen, die Sauerstoff benötigen, jedoch niedrige Sauerstoff-Konzentrationen bevorzugen, nennt man mikroaerophil.

## Aerobe Vorgänge
Chemisch betrachtet sind aerobe Vorgänge Oxidationen. Wird die Sauerstoffzufuhr unterbrochen oder ist ein auf Oxidation beruhendes System überfordert, können anaerobe biochemische Reaktionen, insbesondere Gärungsvorgänge überwiegen oder vollständig die Oberhand gewinnen. Ein Beispiel dafür ist der Stoffwechsel von Muskeln, auch beim Menschen. Bei niedriger Intensität erfolgt die Energiegewinnung überwiegend aerob durch Oxidation von Fettsäuren und aerobe Verstoffwechselung des aus Glucose auf dem Wege der Glykolyse entstandenen Pyruvats beziehungsweise Laktats. Wird der Muskel stärker beansprucht, nimmt der Anteil der Energiegewinnung durch Glykolyse zu (siehe Aerobe Schwelle). Das dabei in wachsenden Mengen anfallende Laktat kann jedoch nach wie vor – in glykolytischen Muskelfasern in kleinen Mengen, bei gutem Trainingszustand vor allem in ST-Fasern sowie im Herzmuskel – weiter verstoffwechselt werden, so dass der Blut-Laktatspiegel nicht übermäßig ansteigt. Erst wenn dieses auf den Sauerstoff angewiesene System überfordert ist (was nicht an einem Mangel an Sauerstoff liegt) kommt es zu einem sprunghaften Anstieg des Laktats (Erreichen der individuellen anaeroben Schwelle).
Auch die in diesem Zusammenhang bedeutungsvolle Gluconeogenese in der Leber ist auf Sauerstoff angewiesen, da sie ATP verbraucht.
Beispiele für aerobe Vorgänge:
- Atmung
- Kompostierung
- Nitrifikation

Wegen seiner Bedeutung für viele Lebensvorgänge ist Sauerstoff ein wichtiger abiotischer Faktor in der Ökologie.

## Vorkommen in der Natur
Man bezeichnet sauerstoffhaltige Habitate als oxisch, Habitate ohne Sauerstoff als anoxisch. Bei Biotopen, in denen der Sauerstoffgehalt unterschiedlich ist, spricht man von oxischen und anoxischen Zonen. Beispielsweise ist im Schlickwatt des Wattenmeers die obere Zone hell und relativ gut mit Sauerstoff versorgt. Sie stellt eine oxische Zone dar. Das Redoxpotential liegt hier oberhalb von +100 mV (Millivolt). Sauerstoff kann chemisch nachgewiesen werden. Dieser Teil des Schlickwatts ist extrem dicht besiedelt. In wenigen Millimetern bis Zentimetern Tiefe ändert sich das Erscheinungsbild: Das Watt sieht schwarz aus; die Färbung entsteht durch Sulfide von Schwermetallen, insbesondere durch Eisenmonosulfid (FeS). Es tritt ein typischer Geruch nach Schwefelwasserstoff auf. Das Redoxpotential liegt hier unter −200 mV. Molekularer Sauerstoff ist allenfalls noch in Spuren nachweisbar. In dieser anoxischen Zone können nur solche Lebewesen existieren, die entweder ohne Sauerstoff auskommen (Anaerobier) oder durch besondere Atmungsorgane (Sipho bei Muscheln) bzw. ihr Verhalten (Wattwurm) Sauerstoff von der Oberfläche holen.